# Xemeneia de Cal Vallès
La Xemeneia de Cal Vallès és una obra de Sant Martí Sarroca (Alt Penedès) protegida com a Bé Cultural d'Interès Local.

## Descripció
Xemeneia de maó de planta octogonal i alçat troncocònic, de base ampla i coronament amb motllura. Als angles de les cares es formen sanefes col·locant maons sobresortits.